# Armando Nannuzzi
Armando Nannuzzi (Roma, 21 settembre 1925 – Roma, 14 maggio 2001) è stato un direttore della fotografia e regista italiano, attivo dagli anni quaranta agli anni novanta, cinque volte vincitore del Nastro d'argento alla migliore fotografia.
Diresse anche due film tra il 1974 e il 1976.

## Biografia
Lavorò per un breve periodo negli Stati Uniti a metà anni ottanta, e durante questo periodo collaborò con lo scrittore horror Stephen King nel debutto alla regia di King, Brivido.
Il 31 luglio 1985, accadde un incidente durante le riprese in un sobborgo di Wilmington nella Carolina del Nord. Un tosaerba radiocomandato utilizzato durante una scena, andò fuori controllo e colpì un pezzo di legno usato come supporto per la cinepresa, che finì per ferire Nannuzzi, il direttore della fotografia della produzione. In seguito all'incidente, Armando Nannuzzi perse un occhio.
Nannuzzi fece causa a Stephen King il 18 febbraio 1988 per 18 milioni di dollari per averlo costretto a lavorare in condizioni di scarsa sicurezza. La causa si concluse con un accordo stragiudiziale.

## Riconoscimenti
- Nastro d'argento alla migliore fotografia
  - 1959: vincitore – Giovani mariti
  - 1966: vincitore – Vaghe stelle dell'Orsa
  - 1968: vincitore – Incompreso
  - 1974: vincitore – Ludwig
  - 1978: vincitore – Gesù di Nazareth
- BAFTA alla migliore fotografia
  - 1970: candidato – Waterloo
- Premio Gianni Di Venanzo 1999: Premio alla carriera

## Filmografia

### Operatore
- Addio mia bella signora, regia di Fernando Cerchio (1954)

### Direttore della fotografia

#### Cinema
- Sotto il sole di Roma, regia di Renato Castellani (1948)
- Solo per te Lucia, regia di Franco Rossi (1952)
- La bella di Roma, regia di Luigi Comencini (1955)
- Lo svitato, regia di Carlo Lizzani (1956)
- La donna del giorno, regia di Francesco Maselli (1956)
- La finestra sul Luna Park, regia di Luigi Comencini (1957)
- Giovani mariti, regia di Mauro Bolognini (1958)
- Mariti in città, regia di Luigi Comencini (1958)
- Mogli pericolose, regia di Luigi Comencini (1958)
- Tutti innamorati, regia di Giuseppe Orlandini (1958)
- 3 straniere a Roma, regia di Claudio Gora (1958)
- La notte brava, regia di Mauro Bolognini (1959)
- Tunisi top secret, regia di Bruno Paolinelli (1959)
- Adua e le compagne, regia di Antonio Pietrangeli (1960)
- Il bell'Antonio, regia di Mauro Bolognini (1960)
- Il brigante, regia di Renato Castellani (1960)
- Il peccato degli anni verdi, regia di Leopoldo Trieste (1960)
- Mafioso, regia di Alberto Lattuada (1962)
- Senilità, regia di Mauro Bolognini (1962)
- Una vita violenta, regia di Paolo Heusch e Brunello Rondi (1962)
- Boccaccio '70, episodio Renzo e Luciana, regia di Mario Monicelli (1962)
- Il boom, regia di Vittorio De Sica (1963)
- La parmigiana, regia di Antonio Pietrangeli (1963)
- La visita, regia di Antonio Pietrangeli (1963)
- Gli ultimi, regia di Vito Pandolfi (1963)
- La fuga, regia di Paolo Spinola (1964)
- Il magnifico cornuto, regia di Antonio Pietrangeli (1964)
- La vendetta della signora (The Visit), regia di Bernhard Wicki (1964)
- Il compagno don Camillo, regia di Luigi Comencini (1965)
- Io la conoscevo bene, regia di Antonio Pietrangeli (1965)
- Vaghe stelle dell'Orsa, regia di Luchino Visconti (1965)
- L'ombrellone, regia di Dino Risi (1965)
- La bugiarda, regia di Luigi Comencini (1965)
- Le fate, episodio Fata Marta, regia di Antonio Pietrangeli (1966)
- Incompreso, regia di Luigi Comencini (1966)
- La ragazza del bersagliere, regia di Alessandro Blasetti (1966)
- Svegliati e uccidi, regia di Carlo Lizzani (1966)
- Il padre di famiglia, regia di Nanni Loy (1967)
- Italian Secret Service, regia di Luigi Comencini (1968)
- Porcile, regia di Pier Paolo Pasolini (1969)
- Un bellissimo novembre, regia di Mauro Bolognini (1969)
- La caduta degli dei, regia di Luchino Visconti (1969)
- Io non scappo... fuggo, regia di Franco Prosperi (1970)
- Waterloo, regia di Sergej Bondarčuk (1970)
- Per grazia ricevuta, regia di Nino Manfredi (1971)
- Ludwig, regia di Luchino Visconti (1972)
- Il mio nome è Nessuno, regia di Tonino Valerii (1973)
- Storia di una monaca di clausura, regia di Domenico Paolella (1973)
- Io e lui, regia di Luciano Salce (1973)
- Valdez il mezzosangue, regia di John Sturges e Duilio Coletti (1973)
- Il gioco della verità, regia di Michele Massa (1974)
- L'albero dalle foglie rosa (1974) - anche regia
- Appassionata, regia di Gianluigi Calderone (1974)
- Milarepa, regia di Liliana Cavani (1974)
- La preda, regia di Domenico Paolella (1974)
- Quelle strane occasioni, episodio Il cavalluccio svedese, regia di Luigi Magni (1976)
- Al di là del bene e del male, regia di Liliana Cavani (1977)
- Gran bollito, regia di Mauro Bolognini (1977)
- Il vizietto (La cage aux folles), regia di Édouard Molinaro (1978)
- Ragione di stato, regia di André Cayatte (1978)
- Ritratto di borghesia in nero, regia di Tonino Cervi (1978)
- Il malato immaginario, regia di Tonino Cervi (1979)
- Letti selvaggi, regia di Luigi Zampa (1979)
- Il lupo e l'agnello, regia di Francesco Massaro (1980)
- Il vizietto II (La cage aux folles II), regia di Édouard Molinaro (1980)
- La pelle, regia di Liliana Cavani (1981)
- Cavalleria rusticana, regia di Franco Zeffirelli (1982)
- Il mondo nuovo (La Nuit de Varennes), regia di Ettore Scola (1982)
- Pagliacci, regia di Franco Zeffirelli (1982)
- Pronto... Lucia, regia di Ciro Ippolito (1982)
- Occhei, occhei, regia di Claudia Florio (1983)
- Sahara, regia di Andrew V. McLaglen (1983)
- Nanà, regia di Dan Wolman (1983)
- Dagobert, regia di Dino Risi (1984)
- Pianoforte, regia di Francesca Comencini (1984)
- Unico indizio la luna piena (Silver Bullet), regia di Daniel Attias (1985)
- La vera storia della rivoluzione francese (Liberté, égalité, choucroute), regia di Jean Yanne (1985)
- Brivido (Maximum Overdrive), regia di Stephen King (1986)
- Gli occhiali d'oro, regia di Giuliano Montaldo (1987)
- Il giorno prima, regia di Giuliano Montaldo (1987)
- I Love N.Y., regia di Gianni Bozzacchi (1987)
- La bohème, regia di Luigi Comencini (1988)
- Buon Natale... buon anno, regia di Luigi Comencini (1989)
- Magdalene, regia di Monica Teuber (1989)
- 12 registi per 12 città, episodio Torino, regia di Mario Soldati, episodio Verona, regia di Mario Monicelli (1989)
- L'avaro, regia di Tonino Cervi (1990)
- Frankenstein oltre le frontiere del tempo (Frankenstein Unbound), regia di Roger Corman (1990)
- Assolto per aver commesso il fatto, regia di Alberto Sordi (1992)
- 17, regia di Enrico Caria (1992)
- Dove siete? Io sono qui, regia di Liliana Cavani (1993)
- Nestore, l'ultima corsa, regia di Alberto Sordi (1994)
- Venice Express (Night Train to Venice), regia di Carlo U. Quinterio (1996)
- Incontri proibiti, regia di Alberto Sordi (1998)

#### Televisione
- Le avventure di Pinocchio, regia di Luigi Comencini (1972)
- Gesù di Nazareth, regia di Franco Zeffirelli (1977)
- Bambole: scene di un delitto perfetto, regia di Alberto Negrin (1980)
- Io e il duce, regia di Alberto Negrin (1985)

### Regista
- L'albero dalle foglie rosa (1974)
- Natale in casa d'appuntamento (1976)